# Pachycerianthus delwynae
Pachycerianthus delwynae är en korallart som beskrevs av Carter 1995. Pachycerianthus delwynae ingår i släktet Pachycerianthus och familjen Cerianthidae. Inga underarter finns listade i Catalogue of Life.